# Extended Resolution Compact Disc
L'Extended Resolution Compact Disc (in acronimo XRCD), è un CD con struttura dati a 16 bit inciso da un master a 20 o 24 bit, attraverso un procedimento brevettato dalla JVC al fine di garantire un alto standard di qualità audio.

## Storia
La diffusione degli XRCD sul mercato è, almeno al di fuori degli ambienti audiofili, molto limitata. Uno dei grossi ostacoli alla diffusione di questi CD è rappresentato dal loro prezzo: un album in XRCD costa significativamente di più del suo corrispettivo su CD Audio standard. La JVC giustifica l'alto prezzo coi costi affrontati per realizzare una masterizzazione e produzione di alta qualità.
Il catalogo di XRCD, inoltre, è piuttosto limitato e concentrato in particolar modo su generi quali il Jazz, il Blues e la musica classica.
Il processo utilizzato per produrre XRCD non prevedeva, inizialmente, la registrazione dei dati digitalizzati su uno stabile disco magneto-ottico prima della produzione del glass master, come viene invece descritto sopra. Tale miglioramento fu introdotto con gli XRCD2 una versione migliorata del processo XRCD originale. Recentemente la JVC ha realizzato un'ulteriore versione, denominata XRCD24 che utilizza in origine un segnale digitale a 24 bit (anziché a 20 bit). Attualmente, tutte le nuove uscite di XRCD prodotte dalla JVC sono XRCD24.

## Il processo di creazione
A differenza dei normali CD, per la cui produzione non esiste una catena di fabbricazione standardizzata, gli XRCD vengono realizzati seguendo una specifica procedura, volta a garantire un'alta qualità del prodotto finale. Innanzitutto, il segnale analogico registrato in partenza (il master) viene convertito in digitale a 20 o 24 bit (nel caso dei più recenti XRCD24) utilizzando uno specifico convertitore analogico/digitale della JVC. I dati digitalizzati vengono poi memorizzati su un disco magneto-ottico ed inviati allo stabilimento produttivo JVC a Yokohama, in Giappone.
Qui, il segnale digitale viene trattato e convertito in 16 bit, in modo da poter essere scritto su un CD standard Red Book (il formato dei Compact Disc audio). Il segnale a 16 bit viene codificato e inviato ad un tornio laser per essere inciso su un glass master (dal quale si ottengono poi i singoli CD). Nella fase di incisione viene utilizzata una tecnologia proprietaria di JVC denominata "Extended Pit Cutting", volta a migliorare la precisione della lunghezza dei singoli pit. L'operazione è controllata da un clock al rubidio ad alta precisione. Durante tutto il processo le apparecchiature sono alimentate da una tensione regolata e filtrata.